# Саратов Анатолій Олександрович
Саратов Анатолій Олександрович (1998—2022) — старший солдат Збройних Сил України, учасник російсько-української війни, який загинув під час російського вторгнення в Україну.

## Життєпис
Народився 13 січня 1998 року в смт Клесів Сарненського району на Рівненщині. Виховувався бабусею. 
В 2015 році закінчив Клесівську ЗОШ І-ІІ ступенів (ліцей), після чого пішов працювати верстатником у цех переробки ДП «Клесівський лісгосп».
У 2019 році уклав контракт зі ЗС України та був направлений до зони проведення ООС в Луганську область.
З початком російського вторгнення в Україну став на захист рідної землі. Загинув 11 квітня 2022 року в районі м. Попасної Сєвєродонецького району на Луганщині.

## Нагороди
- орден «За мужність» III ступеня (2022, посмертно) — за особисту мужність і самовіддані дії, виявлені у захисті державного суверенітету та територіальної цілісності України, вірність військовій присязі[1].